# Census of the Diversity of Abyssal Marine Life
Census of the Diversity of Abyssal Marine Life (CeDAMar) ist ein Wissenschaftliches Projekt zur Erfassung der Biodiversität in der Tiefsee. Selbst bezeichnet sich das Projekt als Volkszählung in den Tiefseebecken. CeDAMar untersuchte von 2000 bis ins Jahr 2010 weitgehend unerforschte abyssale Becken. An dem Projekt waren 56 Institutionen in 17 Ländern beteiligt.

## Forschungsergebnisse
Unter dem Dach von CeDAMar wurden eine Reihe von Einzelprojekten zur Biogeographie und Taxonomie vereinigt. Es erschienen über 300 wissenschaftliche Artikel im Laufe des Projektes. Um dem großen Mangel an offiziellen Artbeschreibungen abzuhelfen, war es eines der wichtigsten Ziele von CeDAMar, bis 2010 die 500 häufigsten abyssalen Arten zu beschreiben.

## CeDAMar-Institutionen in Deutschland
- Ag. Zoosystematik und Morphologie, Universität Oldenburg
- Zoologisches Institut und Museum der Universität Hamburg (ZIM)
- Alfred-Wegener-Institut für Polar und Meeresforschung, Bremerhaven
- Forschungsinstitut Senckenberg – Deutsches Zentrum für Marine Biodiversitätsforschung, Wilhelmshaven
- IFM-Geomar, Institut für Meereskunde, Kiel
- Universität Osnabrück
- Museum für Naturkunde, Berlin
- Spezielle Zoologie, Ruhr-Universität Bochum
- Zoologisches Institut, Universität zu Köln
- Forschungsinstitut Senckenberg, Frankfurt
- Zoologisches Institut der Ludwig-Maximilians-Universität München

## Veröffentlichungen
Neben einer großen Zahl an wissenschaftlichen Artikeln erschien 2010 ein Lesebuch zum CeDAMar-Projekt. Die Herausgeber Michael Rex und Ron Etter von der University of Massachusetts in Boston waren beide im Scientific Steering Committee von CeDAMar. In dem Buch wird die Biodiversität der Tiefsee in Raum und Zeit dargestellt. Eine Reihe der Ergebnisse von CeDAMar flossen in das Buch ein.